# زبدة فاكهة
زبدة الفاكهة (بالإنجليزية: Fruit butter)‏ هي معجون دهني مُحلى مصنوع من الفاكهة المطهية. تصنَّف ضمن فئة المربى. تُعد زبدة التفاح وزبدة البرقوق من الأمثلة الشائعة، لكنها تُصنع أيضًا من أي نوع من الفاكهة. وتُعبأ عادةً في مرطبانات واسعة الفوهة وتنتشر بشكل أكبر في وسط وشرق أوروبا.

## التحضير
تُطهى الفاكهة على درجة حرارة منخفضة حتى يتبخر جزء كبير من محتواها المائي، ثم تُهرس. يمكن إضافة مُحليات مثل العسل أو السكر، بالإضافة إلى التوابل.
في رومانيا، تُحضر زبدة البرقوق بالكامل من البرقوق، دون إضافة أي محليات أو مواد حافظة.